# Tongelre

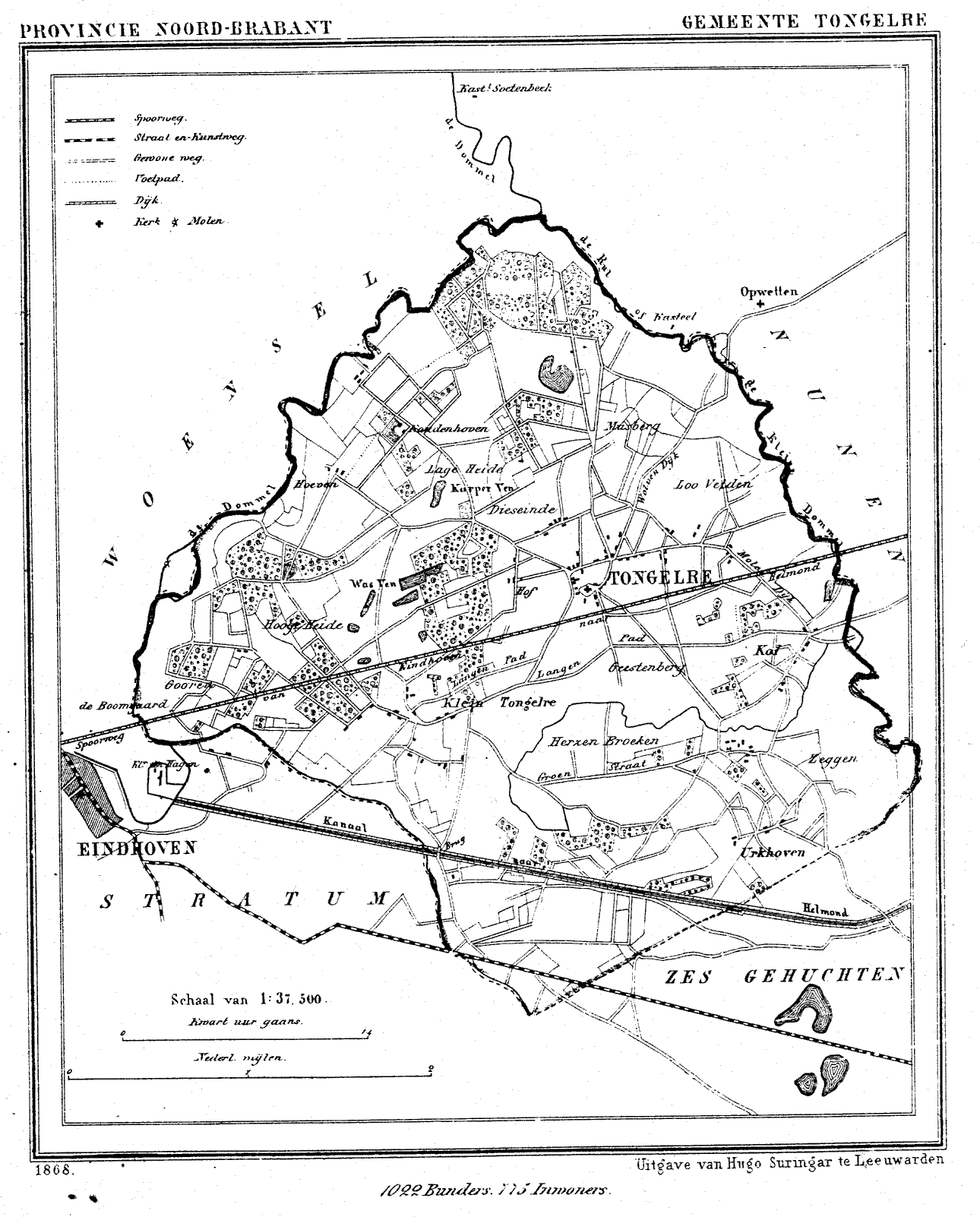
de gemeente Tongelre in 1868

Tongelre is een stadsdeel en voormalig dorp van de gemeente Eindhoven, in de Nederlandse provincie Noord-Brabant. Tongelre was tot 1920 een zelfstandige gemeente in Noord-Brabant. Op 1 januari 2023 telde het stadsdeel 23.105 inwoners, verdeeld over 11.073 woningen, op een oppervlakte van 9,46 km².

## Etymologie
- Het woorddeel Tonge- in Tongelre zou afkomstig zijn van tange, wat 'landtong in een laag gelegen gebied' betekent. De naam zou dan samengesteld zijn uit tange + lo, en dan betekenen: 'bosje op een landtong in een laag gelegen gebied'.

## Buurtschappen en wijken
De oude kern van Tongelre lag rond de buurt 't Hofke, daarnaast had men nog de kern Klein-Tongelre, deze is nu echter volledig opgegaan in het stadsdeel.
De buurt 'Urkhoven' is een zeer oud gehucht in de voormalige gemeente. In 1273 werd dit in een akte vermeld als Oederichoven (boerderij van Udrich of Oderik).
De buurt 'Lakerlopen', grotendeels gesloopt en opnieuw bebouwd begin 21e eeuw, is in de jaren 1920 gebouwd als sociale woningbouw. Architect: L.P.J. Kooken.

### Wijken in het stadsdeel

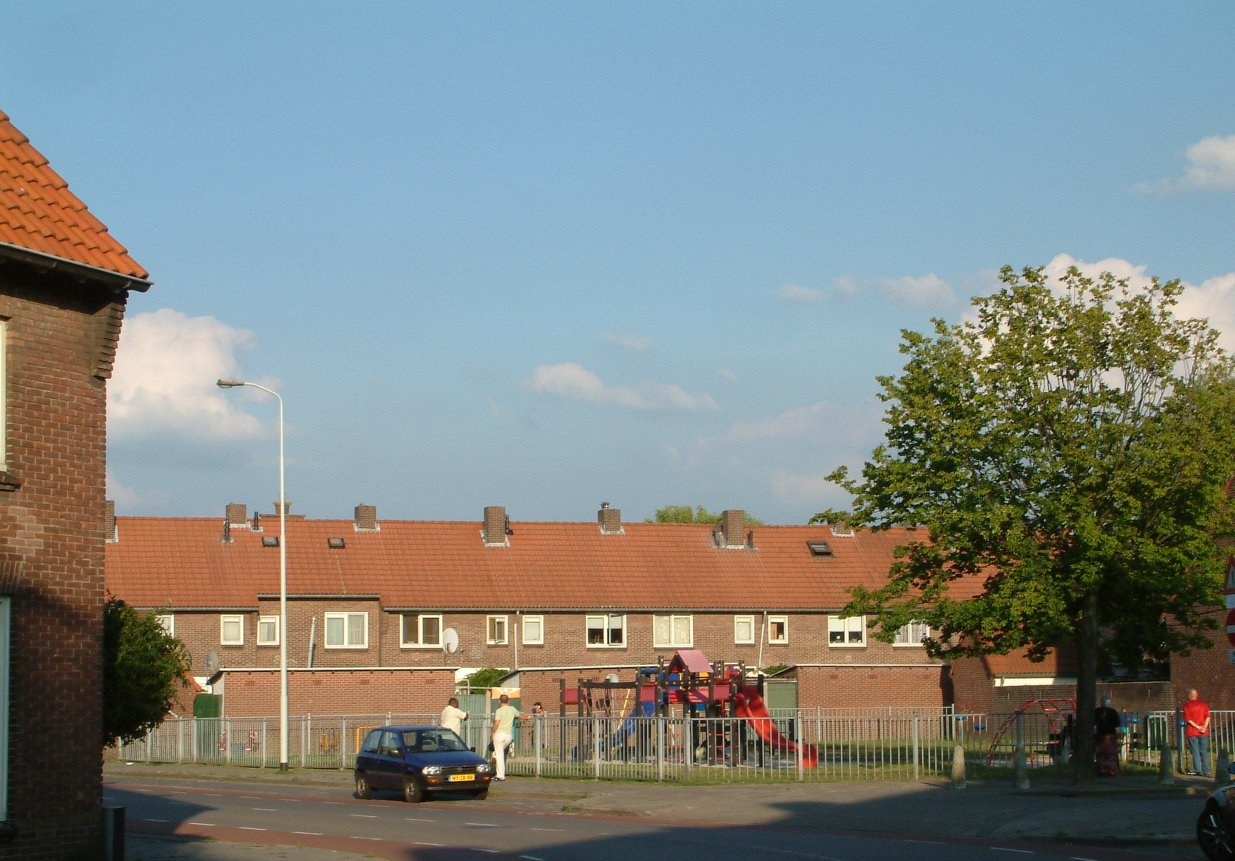
Straat in de Lakerlopen

Tongelre kent 3 wijken en 10 buurten:
- Oud-Tongelre
  - Muschberg en Geestenberg, ingeklemd tussen twee spoorlijnen, een mix van wonen en bedrijvigheid.
  - Urkhoven, een ontwikkelingslocatie
  - 't Hofke, het centrum van het oude Tongelre
  - Het Busselke, een arbeiderswijkje gebouwd rond 1920
  - De Karpen, een villawijk
  - Koudenhoven, een villawijk
- De Laak
  - Villapark, waar voornamelijk de hogere Philipsbazen woonden
  - De Lakerlopen, nieuwbouwwijk in de jaren twintig van de 20e eeuw
- Doornakkers
  - Doornakkers-Oost, een krachtwijk die op de lijst van 40 wijken van minister Vogelaar staat
  - Doornakkers-West, een krachtwijk die op de lijst van 40 wijken van minister Vogelaar staat
  - Tongelresche Akkers

## Geschiedenis
De oudste bekende vermelding van Tongelre is uit 1241. Het was een waarschijnlijk aan Helmond gelieerd hertogsdorp, dat echter vanaf 1558 als heerlijkheid verpand werd aan jonkheer Rutger van Berckel. Na de Tachtigjarige Oorlog namen de Staten-Generaal het hertogelijk bestuur in handen. De gemeente Tongelre in de moderne zin kwam omstreeks 1810 tot stand en heeft bestaan tot de annexatie door Eindhoven in 1920.
De oudste bekende vermelding van de Sint-Martinuskerk is in 1399. Deze was verbonden aan het kapittel van Sint-Catharina in Eindhoven, dat viel onder het prinsbisdom Luik en sedert 1560 onder het bisdom 's-Hertogenbosch. De oudste delen van de kerk waren romaans en stamden uit de 13e eeuw. Het bovendeel van de kruiskerk was 15e-eeuws. De zware toren had een lage spits. Van 1648 tot 1796 was de kerk protestants. Ze raakte in verval vanwege het geringe aantal protestanten. Na 1796 werd de kerk weer katholiek.
In deze kerk bevond zich ook de grafkelder van de heren van Tongelre, die Kasteel Beauregard bezaten, dat gelegen was in het noorden, bij Koudenhoven, op de rechteroever van de Dommel.
Na herstel in 1846 werd de kerk in 1891 gesloopt, daar toen de huidige neogotische kerk gereed was gekomen.
Na 1850 veranderde geleidelijk het agrarisch karakter van het dorp door de komst van thuisweverijen en kleinschalige industrie.
Ook de invloed van het naburige Eindhoven deed zich steeds meer gevoelen.
Er werden nieuwe verbindingen aangelegd, met als belangrijkste
het Eindhovens Kanaal (1845-47),
de spoorlijn Venlo - Eindhoven (1866),
het eerste deel van de Tongelresestraat, tussen Stratum en Klein Tongelre (rond 1870),
en de spoorlijn Eindhoven - Weert (1913).
De lijn Venlo-Eindhoven liep vlak langs de oude dorpskom, maar het Station Nuenen-Tongelre lag 2 km naar het oosten, in Eeneind.
Dit stond de uitbreiding van het dorp in de weg.
Langs de lijn Eindhoven-Weert stond tot 1935 het Station Tongelre, aan de Tongelrestraat.
Langs deze straat ontwikkelde zich bebouwing; na de annexatie door Eindhoven in 1920 werd het gebied volgebouwd.
Tussen Dommel en Tongelresestraat ontstond het Villapark met villa's voor zelfstandige ondernemers en hoger personeel van Philips.
Ten zuiden van de Tongelresestraat werd de arbeiderswijk Lakerlopen gebouwd. Daarvoor werd het beekje de Laak, dat vanuit Geldrop naar de Dommel liep en de grens vormde met de gemeente Stratum, omgelegd langs het Eindhovens Kanaal, de nieuwe grens met Stratum. Behalve de naam Lakerlopen herinneren de Villa 'De Laak' en de benaming Lakerstraat nog aan dit beekje. Overigens wordt deze beek op kaarten ook wel de Goorloop en de Rijt genoemd.
Langs het Eindhovens Kanaal kwamen fabrieken te staan, zoals de zagerij Picus.

## Bezienswaardigheden
Het Villapark is een beschermd stadsgezicht.

### 't Hofke

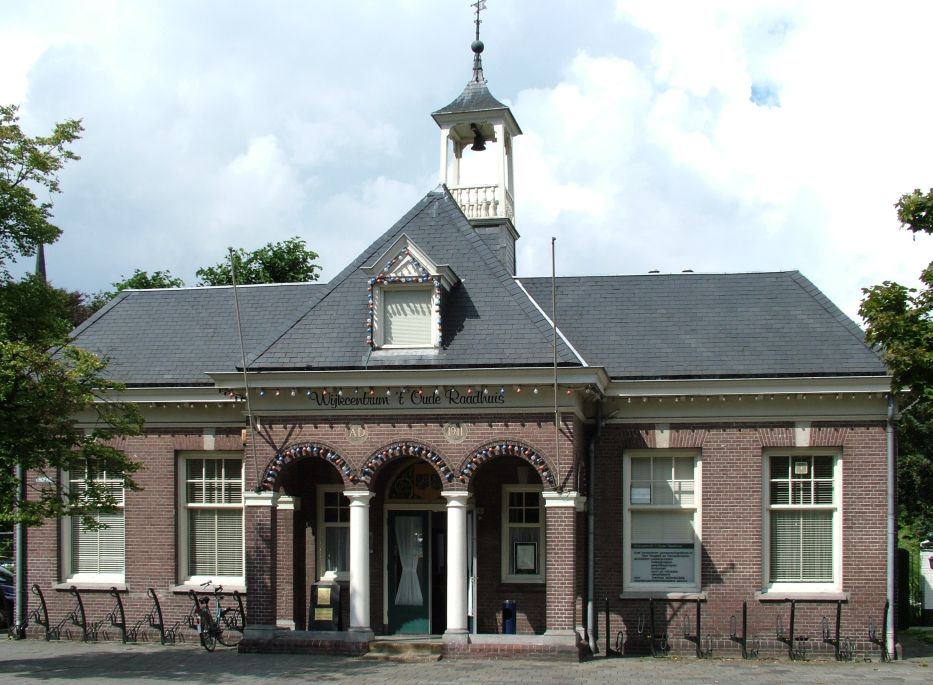
Het raadhuis van de voormalige gemeente Tongelre, nu in gebruik als wijkcentrum
"'t Oude Raadhuis".

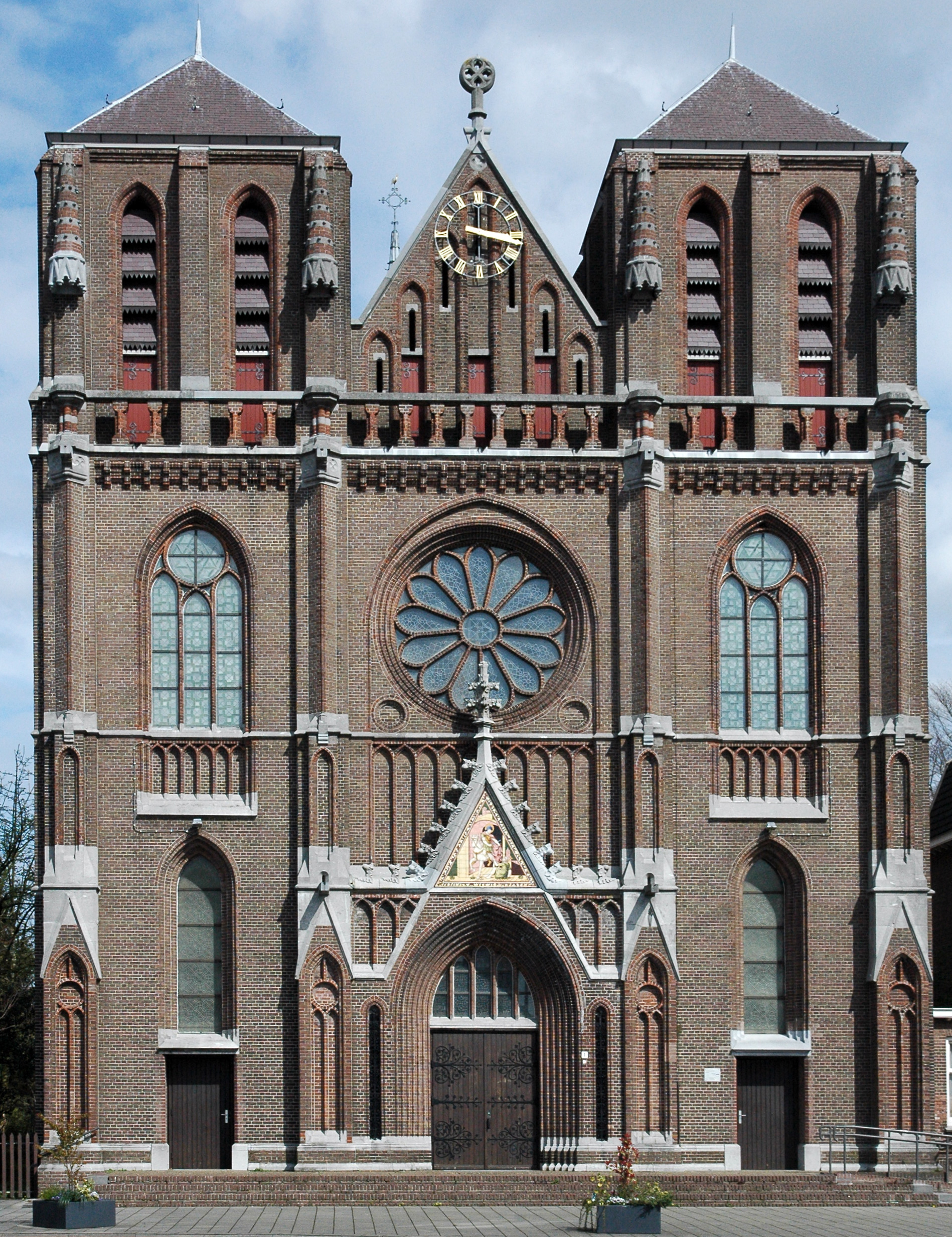
De Martinuskerk

De kom van Tongelre wordt gevormd door 't Hofke, waaromheen alle belangrijke gebouwen, zoals de kerk en het gemeentehuis, zijn gegroepeerd. Dit Hofke is een min of meer hoefijzervormige straat die echter geen hofje is en nimmer een bijzonder gebouw heeft omsloten. Voor 1920 heette deze straat de Markt.
- Oude raadhuis uit 1911, aan 't Hofke. Tegenwoordig is het een buurthuis.
- Boerderij: 't Hofke 13 is een der oudste woonhuizen van de gemeente Eindhoven; de balkenconstructie is uit 1583. Het was oorspronkelijk een driebeukig hallenhuis dat in 1600 werd vergroot. Het huidige uiterlijk stamt uit de 18e eeuw. In 2007/2008 is dit rijksmonument aan de buitenkant gerestaureerd, maar de gemeente vond daarna geen goede bestemming en na leegstand is op 5 mei 2010 de boerderij gekraakt.[2]
- Sint-Martinuskerk. Deze neogotische driebeukige kruisbasiliek werd ingewijd in 1891. De voorgevel is een vrije kopie van de gelijknamige kathedraal te Tours. Er zijn dan ook roosvensters en waterspuwers te bewonderen, alsmede een tableau van Makkumer aardewerk dat de legende van Sint Martinus uitbeeldt. Architect van de kerk was E. Corbey. De kerk is opgetrokken uit baksteen en is voorzien van een aantal opvallende natuurstenen versieringselementen. De beide torens van de kerk zijn nimmer voltooid. Het interieur van de kerk is van pleisterwerk voorzien, behalve de kruisribben en de kolommen. De kerk heeft een neogotisch hoofdaltaar. Het interieur bevat een houten kruisbeeld uit de 15e eeuw, een gepolychromeerd houten beeld van Sint-Maarten, en twee eikenhouten biechtstoelen uit de 18e eeuw en begin 19e eeuw. De torenklokken zijn vervaardigd door respectievelijk Gobbel Moer (in 1467) en Klokkengieterij Petit & Fritsen (met "1949" in het opschrift).
- De Merckthoeve aan de Oude Urkhovenseweg is een langgevelboerderij uit 1744. Reeds in de middeleeuwen kwam de naam 'Merckthoef' als leengoed voor. Na de verbouwing in 1832 kreeg het pand de huidige vorm. Onder het zadeldak bevinden zich fraaie raampartijen met kleine roedenverdeling, voorzien van luiken. Naast de hoeve stond eens een bakhuis dat voor velerlei doeleinden werd gebruikt. Tijdens de Tweede Wereldoorlog was de boerderij enige tijd als gaarkeuken in gebruik voor doortrekkende geallieerden. In 1980 werd de boerderij volledig gerestaureerd. Het is tegenwoordig een restaurant.
- Het Looiershuisje aan de Oude Urkhovenseweg 2 dateert uit het begin van de 16e eeuw. De bijzondere balkconstructie stamt waarschijnlijk uit 1640. Dit pandje kent mooie raampartijen met kleine roedenverdeling en voorzien van luiken. Opmerkelijk is het aardige bovenlicht boven de voordeur. Het huisje draagt een pannendak met wolfseinden en het interieur herbergt een fraaie haardpartij. Haar naam dankt het aan de leerlooiers, maar ook de schoenmakers die er huisden. Langs het looiershuisje liep de Gemeenteloop, die nu nog aan de Loostraat terug te vinden is. Het water van het beekje werd gebruikt voor het leerlooien. Rond de Eerste Wereldoorlog dreef ene Bet Rummel hier een snoepwinkel en later had de vermaarde kunstschilder Kees Bol hier zijn atelier.
- De Philipsboerderij, een statige boerderij, naar historisch model, gebouwd in 1941 door Frits Philips aan de Celebeslaan 30. De boerderij sluit aan bij het natuurgebied 't Wasven, de kasteeltuin van het voormalige kasteel "Het Hoffken van Tongelren", dat was gebouwd omstreeks 1850, maar werd afgebroken. De contouren van het kasteel zijn inmiddels weer zichtbaar gemaakt. Ook is de oprijlaan van het kasteel er nog, met de oude beuken: 't Beukenlaantje. Het pand was lange tijd in handen van de Gemeente Eindhoven, die het wilde verkopen. Om te voorkomen dat het publiek bezit werd organiseerden lokale bewoners zich in "Stichting 't Wasven", die het pand van de gemeente kocht en er een restaurant, bakkerij en koffiebranderij in onderbracht, die onder professionele leiding worden gerund door hoofdzakelijk mensen met een verstandelijke beperking. Brood wordt gebakken uit het meel van de Collse Watermolen en verkocht in de eigen winkel. Rondom de boerderij organiseert de stichting regelmatig sociale activiteiten. Men heeft een sterke link met zowel natuur als technologie. Sinds kort verbouwt men op de boerderij ook eigen graan.

### 't Loo
- Diverse langgevelboerderijen. In buurtschap 't Loo onder andere: Loostraat 9, 'de Collsche Waterlelie' uit omstreeks 1800 en Loostraat 3 uit 1822, Loostraat 11 uit 1897. Loostraat 16 en 18 omvat een landbouwerswoninkje uit de 18e eeuw.
- Mariakapel in Buurtschap 't Loo, uit 1954. Deze kapel is gebouwd in laat-17e-eeuwse bouwstijl en is gewijd aan Onze Lieve Vrouw van Banneux, die een zieke zou hebben genezen. De opdrachtgever was pastoor Rovers, geboren in 't Loo en toentertijd pastoor van Waspik. De pastoor zorgde voor vele bouwmaterialen, waaronder IJsselstenen. De kapel is gebouwd door vrijwilligers uit de omgeving. De inwijding ging gepaard met een luisterrijke processie.

### Coll

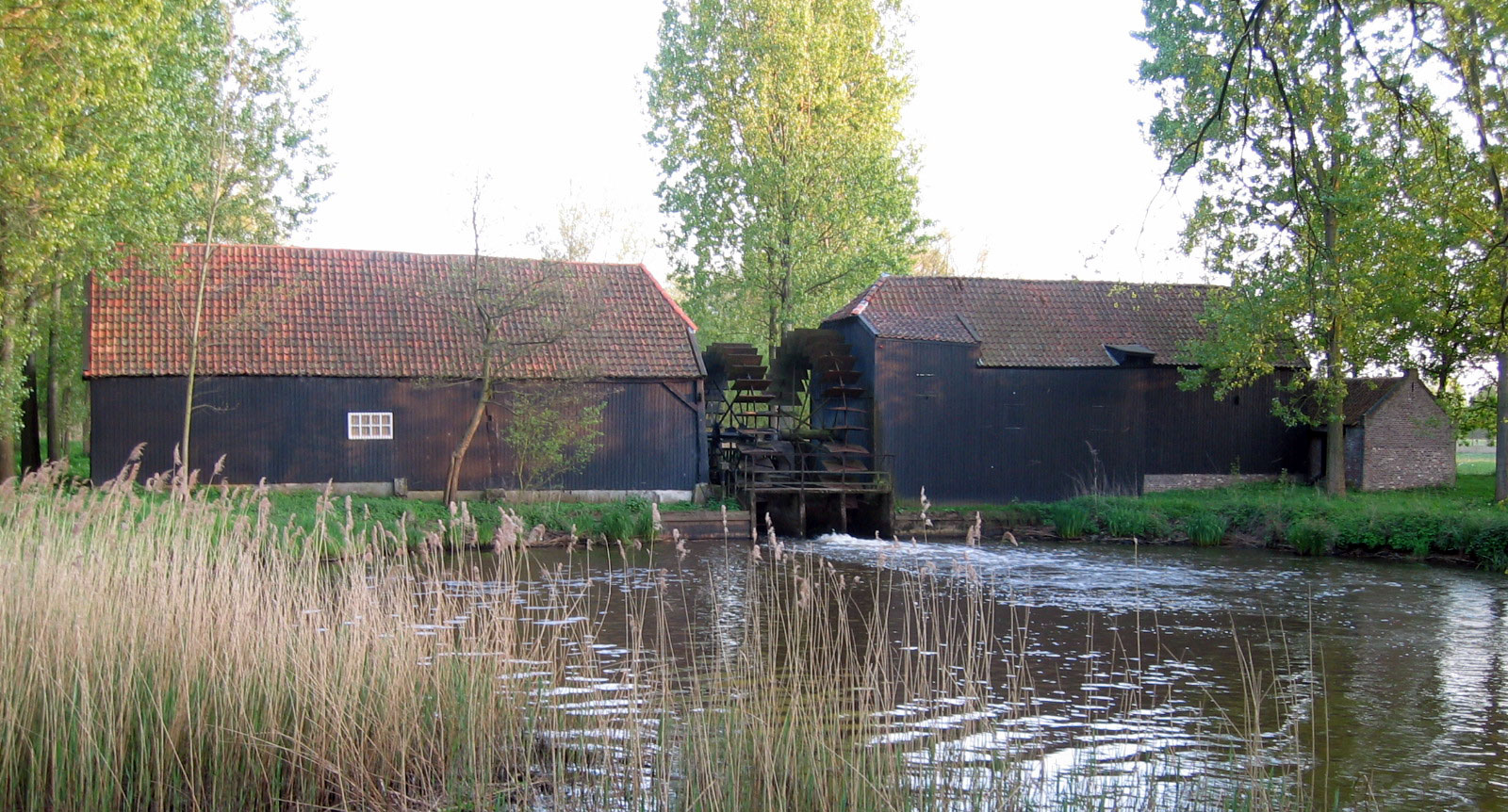
De Collse Watermolen

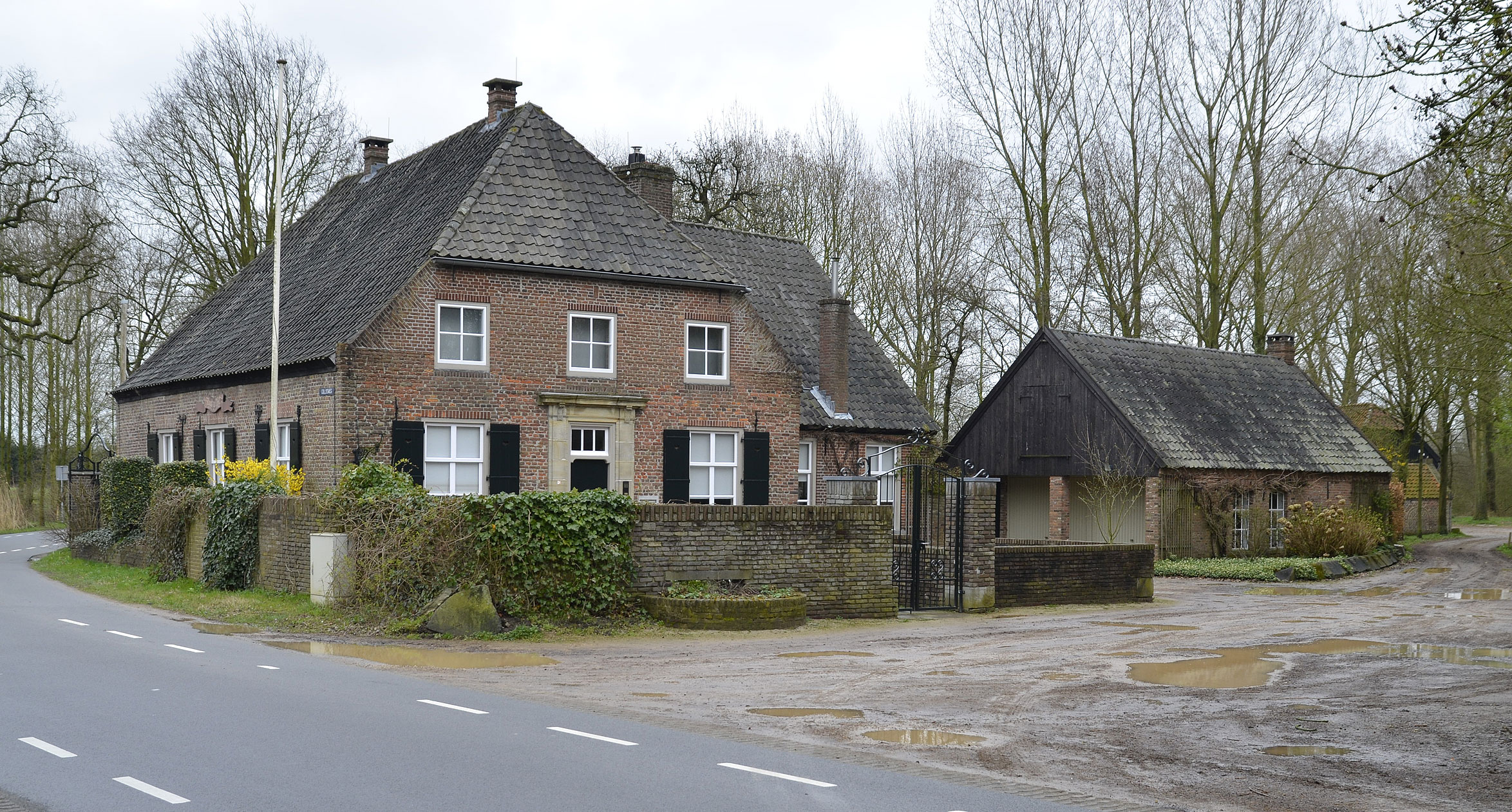
't Huys te Coll

- 't Huys te Coll is een herenhuis uit 1787 aan de Collseweg 1. Het werd gebouwd in opdracht van molenaar Rombout Smits op de plaats van het door hem aangekochte molenhuis. Van dit oudere huis is nog een deel in de schuine achterbouw bewaard gebleven. Meermalen heeft dit huis als herberg dienstgedaan, het laatst in 1939. De voorgevel wordt gesierd door twee smeedwerk muurankers met Anno en 1787, terwijl de zesruitsramen zijn voorzien van luiken waarin hartjes zijn uitgezaagd. De statige entree in de zijgevel is voorzien van een zandstenen omlijsting, waarboven een kroonlijst, gedragen door twee consoles met acanthusbladeren. Reeds in de 14e eeuw was hier sprake van een hofstede die bekendstond onder de naam 'Molenstat'.
- Collse Watermolen. Deze dubbele onderslagmolen op de Kleine Dommel is beschreven in een eigen artikel.
- Molenaarswoning aan de Collseweg 2-4. Het rechter pand van dit dubbelhuis is authentiek en dateert van 1788. Molenaar Rombout Smits liet het bouwen als molenaarswoning, die echter meer weg heeft van een boerderij. Het huis heeft een aardige dakkapel en ramen met kleine roedenverdeling. Het aanpalende linker woonhuis stamt van meer dan een eeuw later, maar is in dezelfde stijl gebouwd.

### Urkhoven
- Kempische langgevelboerderij aan de Urkhovenseweg 71 in Urkhoven. Deze is van grote volkenkundige waarde en stamt uit de 17e eeuw. Het woonhuis is omstreeks 1850 vernieuwd. Het afscheidingsmuurtje tussen schuur en schaapskooi is ongeveer 350 jaar oud. Ook zeer waardevol is het traditioneel ingerichte erf met bakhuis. De boerderij deed in de 17e eeuw dienst als schuurkerk.

### Tongelresestraat en omgeving
Hier vinden we vooral industrieel erfgoed.
- Het Apollohuis aan de Tongelresestraat 81. Dit is de voormalige sigarenfabriek van de Fa. Boelaars & Zn., gebouwd in 1919. In het midden van de langgerekte gevel bevindt zich een topgevel waarop een overkapte takelinstallatie is aangebracht met daaronder transportluiken en -deuren. Volgens de archieven werd het pand gebouwd in het Tongelrese gehucht De Laaker Loopen. Het is tegenwoordig een atelier- en expositieruimte voor beeldend kunstenaars.
- Voormalige sigarenfabriek aan de Lakerstraat 59. Ze dateert van het einde der 19e eeuw en was eigendom van de Fa. Crielaars. Zowel de voor- als achtergevel dragen een topgevel voorzien van een rozetraam. Aan de achtergevel bevindt zich een takelinstallatie. De onlangs fraai gerestaureerde fabriek is voorzien van getoogde zesvaksramen.
- Woonhuis Lakerstraat 61. Teneinde dit eenvoudige woonhuis enig aanzien te geven werden voordeur en vensters voorzien van stucwerk omlijstingen waarboven rocailles die ook wel wenkbrauwdecoraties worden genoemd. Het wit gepleisterde huis dateert mogelijk uit de tweede helft van de 19e eeuw.
- Kantoorgebouw Picus, Tongelresestraat 29. De betreffende houtwarenfabriek werd in 1883 opgericht door Jean Brüning, afkomstig uit het Duitse Langendiebach. Aanvankelijk werden er enkel sigarenkistjes geproduceerd, maar na 1912 ook houten meubelen. Na de Tweede Wereldoorlog waren ook de Picus deuren bekend. Nu resteert van het grote fabriekscomplex nog enkel het monumentale kantoorgebouw. Mooi is de riante entree met authentieke deuren, die omlijst wordt door beschilderd houten traveeën en een kroonlijst waarop de naam: N.V. Houtindustrie 'Picus'. Het interieur bevat bijzonder fraai stucwerk.
- Bierbrouwerij 'De Valk' Tongelresestraat 25- 27a. Deze brouwerij was ooit de grootste van Eindhoven. In opdracht van brouwer Antoon Coolen werd deze 'moderne' brouwerij in 1884 gebouwd. Tot in de jaren vijftig bleef het bedrijf, met eigen mouterij, in bedrijf. Het machinepark werd aangedreven door een stoommachine. Kort hierna onderging het bedrijf een eerste uitbreiding met een ijs- en lagerkelder. Een nieuwe uitbreiding volgde in 1913 voor de bereiding van limonade en mineraalwater. Na de jaren vijftig werd overgeschakeld op ijs- en koolzuurhandel. Huengens, toen reeds eigenaar van de fabriek, verleende Hub van Doorne in 1928 een krediet van ƒ 2000,- voor het starten van een metaalbedrijfje dat later uitgroeide tot DAF. Dit bedrijf was gehuisvest in de nieuwbouw rechts. In 1931 verhuisde DAF naar de Burghstraat. Sedertdien had het gebouw meerdere bestemmingen. Sinds 1993 is hier het DAF Museum gevestigd. Aan de linkerzijde is het gebouw in 1893 uitgebreid met een gepleisterd kantoorgedeelte. Rechts is omstreeks 1930 een bakstenen silo opgetrokken met een zadeldak en een gevel met drie hoge spaarnissen. In de topgevel een luik met hijsinrichting.

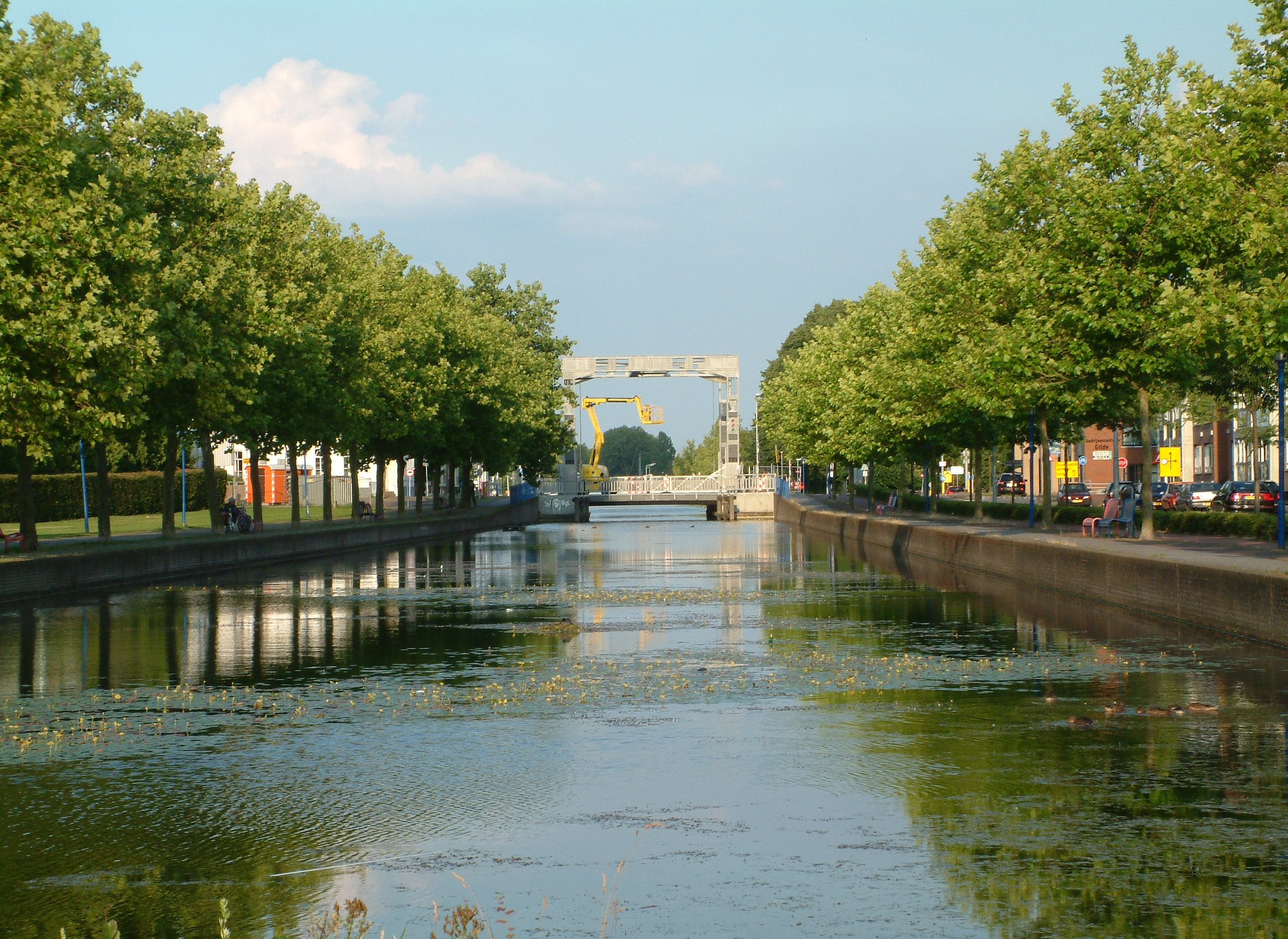
Eindhovens Kanaal met de hefbrug

- De Hefbrug over het Eindhovens Kanaal. Deze stamt uit de jaren dertig van de 20e eeuw. De vorige brug stortte in die tijd in, juist tijdens de intocht van Sinterklaas. De geklonken ijzeren brug bestaat uit een hoofdstel met vier pijlers waarin zich contragewichten bevinden. Dit mechanisme functioneert thans niet meer. Uit oogpunt van constructietechniek is dit een gemeentelijk monument van belang. Aan de 'Stratumse' zijde is de brug voorzien van beschilderde metalen letters met de tekst 'Tot mezelf' uit 1996, vervaardigd door de kunstenares Anne Marie Jugnet.
- Voormalig Café 'De Valk', Tongelresestraat 62-64. In de 19e eeuw was dit een pleisterplaats voor schippers en reizigers. Het pand is gepleisterd met ornamenten in stucwerk rond de ramen. Markant is de opengewerkte dakbekroning in baksteen.

## Natuur en landschap

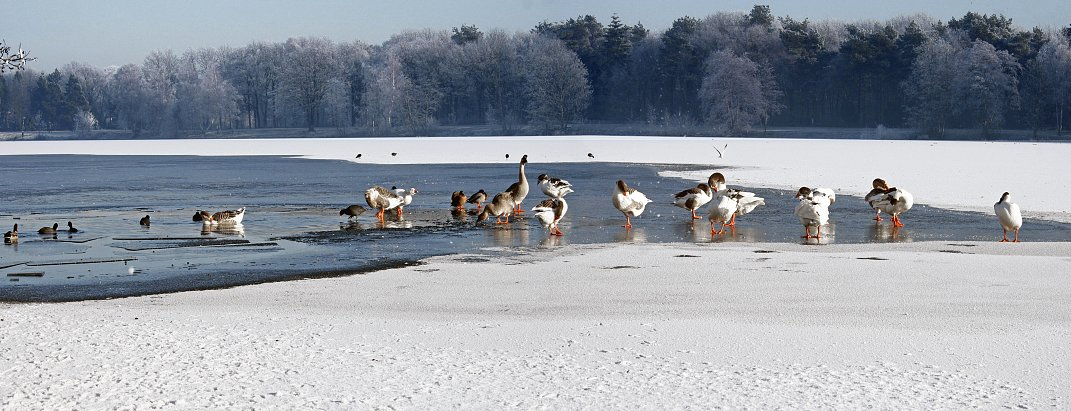
De Karpendonkse Plas

Het grondgebied van Tongelre is droog in het westen en vochtig in het oosten, waar het stroomdal van de Kleine Dommel ligt. In het noorden van Tongelre gaat de Kleine Dommel op in de Dommel. In het westen liggen tegenwoordig enkele plassen: de Karpendonkse Plas en de IJzeren Man, en verder naaldhoutbossen die deels park zijn en deels met villa's zijn bebouwd. Ten westen van Tongelre liggen nog enkele akkers met oude buurtschappen en een natuurgebied. Een groot deel van het grondgebied is in beslag genomen door woningbouw en in mindere mate door industrie.
- Het Eckartse Bos, bestaande uit 'De Bogten' en 'Lage Heide', is een rijk en afwisselend gebied waarin een gradiënt van droog naar vochtig valt waar te nemen. Men vindt er naaldbos, eikenbos, moerasbos en populierenbos. Dit bos grenst aan het Dommeldal. Er is een wandeling in dit bos uitgezet. In het noorden van dit gebied vindt men de samenvloeiing van Dommel en Kleine Dommel.
- De Urkhovense Zeggen. Dit is een natuurgebied dat het westelijke stroomdal van de Kleine Dommel omvat. Het maakt deel uit van een ecologische verbindingszone. Met de omliggende akkerlandjes vormt het gebied een belangrijke verbinding tussen het Dommeldal onder Geldrop en de Loovelden en het Eckartse Bos onder Eindhoven. Het is een ongerept natuurgebied waar vele vogel- en plantensoorten te vinden zijn. De Gevlekte dovenetel, de Slangenwortel en de Dotterbloem zijn slechts enkele hiervan. De fauna en flora is uniek in Noord-Brabant. Sedert 1970 wordt een doelgericht natuurbeheer uitgevoerd. Sinds 1997 geniet de Zeggen en een groot deel van 't Coll een beschermende status door Rijk en Provincie. Binnen het reservaat zijn enkele schraalgraslandjes aanwezig. De buurtschap Urkhoven werd in 2006 ecologisch ingericht en gaat dienen als buffer tussen de nieuw te bouwen wijk Tongelrese Akkers en de Urkhovense Zeggen. Men kan in dit gebied via een wandelpad naar Geldrop wandelen. De Collse Watermolen is een fraai onderdeel van dit reservaat.

## Economie
Tongelre heeft zich van een agrarisch dorp ontwikkeld tot een stadsdeel met veel industrie. Het was niet zozeer Philips dat hier vestigingen had, maar er ontwikkelde zich industrie langs het Eindhovens Kanaal en ook her en der verspreid tussen de bebouwing, zoals aan de Tongelresestraat. Enkele voorbeelden:
- VDL Industrial Modules, een elektrotechnisch bedrijf dat industriële plafondsystemen, lichtmasten, bewegwijzering en dergelijke vervaardigt. Het is gesticht in 1923 door J.B.C. Nolte onder de naam "Nolte Electrotechnische & Mechanische Industrie". Na de Tweede Wereldoorlog vestigde het zich aan de Daalakkersweg te Tongelre. Het werd overgenomen door Stork en weer later door de VDL Groep.
- De zuivelfabrieken van Campina aan het Eindhovens Kanaal, gesloten in 2015.[3]
- De voormalige fabrieken van Picus, die fineer en spaanplaat vervaardigden.
- De fabrieken van DAF aan het Eindhovens Kanaal

## Infrastructuur
In Tongelre is een groot verdeelstation voor hoogspanning. Er zijn twee aansluitingen met het landelijke koppelnet: de 380kV-hoogspanningslijnen naar de Amercentrale te Geertruidenberg en de Clauscentrale bij Maasbracht. Verder zijn er 150kV-lijnen naar stations Eindhoven-Noord, Eerde, Helmond, en Maarheeze. 
In het noorden van het stadsdeel bevindt zich een rioolwaterzuiveringsinstallatie van het waterschap De Dommel. Daar wordt afvalwater gezuiverd van Eindhoven en omliggende plaatsen (Bergeijk, Eersel, Eindhoven, Geldrop-Mierlo, Heeze-Leende, Nuenen, Son en Breugel, Valkenswaard, Veldhoven en Waalre; in totaal ca. 400.000 personen). De installatie loost het water in de rivier de Dommel.
In 2005 werd een deel van Tongelre, als onderdeel van het project Kenniswijk, voorzien van een glasvezelinfrastructuur. Doordat geen aansluitkosten werden gerekend en de voorziening het eerste jaar gratis werd aangeboden, deden bewoners massaal mee. Het idee vond zijn oorsprong in de gemeente Nuenen, waar bewoners tezamen een corporatie hadden opgericht: OnsNet. Na een succesvolle aanleg in Nuenen was er nog subsidie en subsidietijd over om ook enkele buurten in Tongelre aan te sluiten. Het betrof de buurten Lakerlopen, Doornakkers, Oud Tongelre en Muschberg/Geestenberg. Het netwerk was oorspronkelijk in handen van coöperatie "OnsNet Eindhoven", dat door gesjoemel met handtekeningen en opleverdata een gedeelte van zijn subsidie moest terugbetalen. Hierdoor was men om financiële reden gedwongen het netwerk te verkopen en kwam het in handen van Reggefiber. In november 2014 kocht KPN de resterende 40% van Reggefiber, en daarmee kreeg KPN uiteindelijk het volledige netwerk in handen dat men van begin af aan had tegengewerkt. KPN zag de opkomst van glasvezel namelijk als bedreiging voor de nog niet afgeschreven infrastructuur die men bij de privatisering in 1989 had overgenomen van de Nederlandse staat. Wel is het oorspronkelijke idee van een open netwerkstructuur, waarop iedereen zijn diensten kan aanbieden, behouden gebleven, maar alleen OnsNet, een onderdeel van EduTel, levert nog zijn diensten daar aan. Het dienstenpakket bestaat uit telefonie, internettoegang (100 Mb/s) en televisieontvangst. Anno 2007 werden ook de buurten De Karpen, Koudenhoven en het Villapark op het netwerk aangesloten.
Overigens bezat Tongelre al een glasvezelinfrastructuur sinds 2001. Het was 's werelds eerste fiber-to-the-home-netwerk voor particulier gebruik, aangelegd door het Zweedse Bredbandsbolaget. Dit netwerk werd uiteindelijk de basis voor de proeftuin van Kenniswijk, waar verschillende experimenten plaatsvonden. De locatie was door Bredbandsbolaget uitgekozen omdat de flats gedurende de renovatie in 1996 al geschikt waren gemaakt voor extra leidingen ten behoeve van toekomstige infrastructuur en omdat de flats op een redelijke afstand lagen van de spoorlijn waarlangs de Nederlandse Spoorwegen een glasvezelinfrastructuur hadden liggen, zodat ze direct op de Amsterdam Internet Exchange (AMS-IX) konden worden aangesloten. In de Vlinderflats werd nog gebruikgemaakt van glasvezel van het type singlemode. De glasvezels zijn vervangen door multimode nadat de flats in 2005 onderdeel waren geworden van de infrastructuur van "OnsNet Eindhoven".
In 1994 kwamen de Vlinderflats ook al onder de aandacht, nadat bewoners een idee voor "afvalscheiding in hoogbouw" hadden ontwikkeld. De huurdersvereniging aldaar won daarmee een prijsvraag van het Ministerie van Volkshuisvesting, Ruimtelijke Ordening en Milieubeheer. Het betrof een elektromechanisch systeem dat aansloot op haar bestaande infrastructuur voor afval, een stortkoker. Het systeem werd uiteindelijk met het prijzengeld verwezenlijkt en ondervond ook internationale aandacht, zoals uit Minsk, een zusterstad van Eindhoven die kampt met identieke problemen door de vele hoogbouw.

## Naburige kernen
Eindhoven, Stratum, Geldrop, Nuenen.

## Foto's

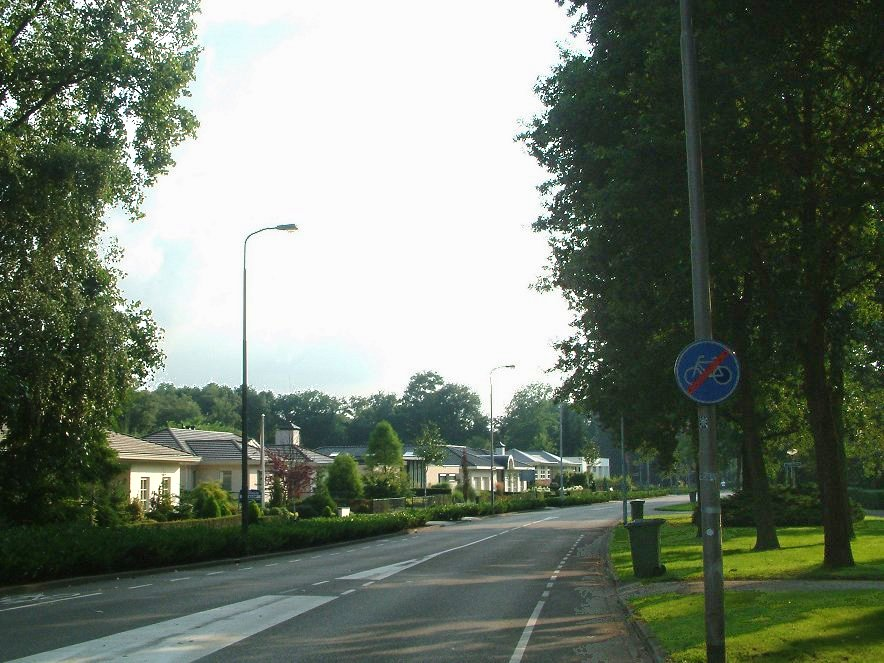
In de wijk Karpen
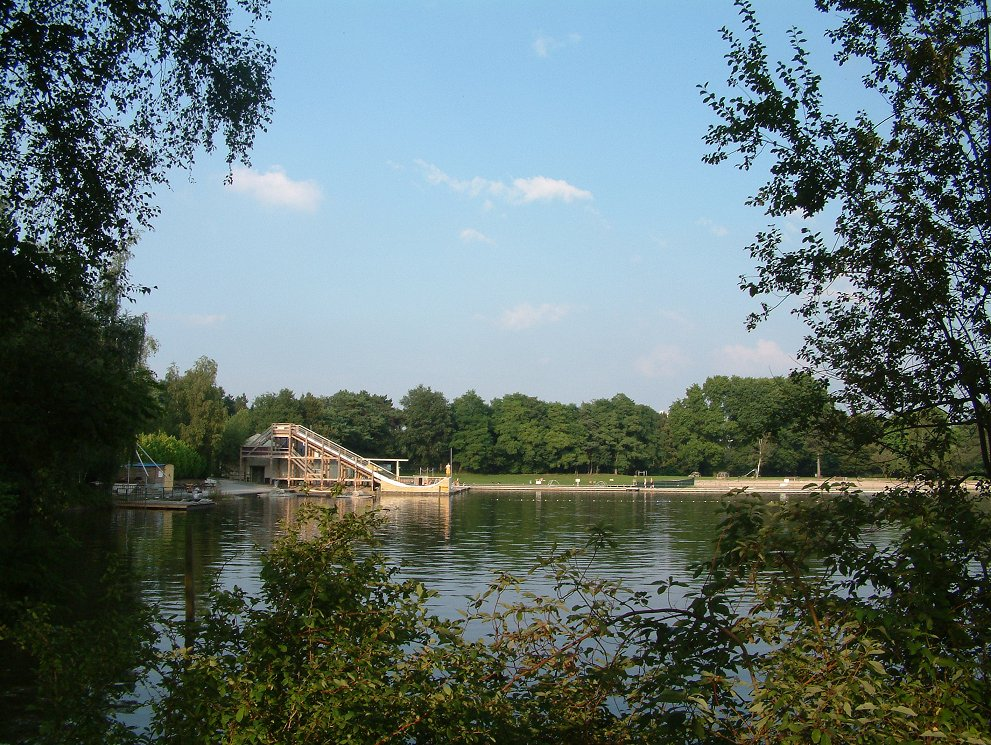
IJzeren Man